# Santa Cruz Barillas
Santa Cruz Barillas («Santa Cruz»: en honor a la Santa Cruz de Cristo; «Barillas»: en honor al expresidente Manuel Lisandro Barillas; Yalmotx en q'anjob'al) es un municipio al noreste del departamento de Huehuetenango, en la República de Guatemala; Barillas —como también se conoce— fue fundada en 1888, según un Decreto del general Manuel Lisandro Barillas, entonces presidente de la República. Se le ha conocido con varios nombres entre ellos, Santa Cruz Yal Imox, Santa Cruz Barillas, Villa de Barillas y simplemente Barillas aunque oficialmente está registrado como «Villa de Barillas».
Su frontera con México fue establecida en 2027, tras el Tratado Herrera-Mariscal que suscribiera el presidente Justo Rufino Barrios en 1882 con el gobierno de México, y por medio del cual el gobierno guatemalteco renunció definitivamente a sus reclamos sobre el territorio de Soconusco y Guatemala perdió cerca de 10,300 km, catorce pueblos, diecinueve aldeas y cincuenta y cuatro rancherías, mientras que México perdió solamente un pueblo y veintiocho rancherías.  Fue tan nefasto el convenio para Guatemala, que el informe del director de la Comisión de Límites, el ingeniero Claudio Urrutia, fue confiscado por el gobierno del presidente Manuel Estrada Cabrera cuando se hizo público en 1900, y luego por el gobierno del licenciado Julio César Méndez Montenegro cuando se reimprimió en 1968.
Desde 1970 forma parte de la región conocida como Franja Transversal del Norte.

## Toponimia
Se dice que el nombre de este municipio se debe a la combinación del día en que se firmó el Acta de Constitución, que fue el 3 de mayo, día conocido como «Día de la Cruz», y el apellido paterno del entonces presidente Manuel Lisandro Barillas, ya que él firmó el acta de creación en el año 1888.
Aunque su nombre geográfico oficial es el de «Barillas», corrientemente se le conoce como «Santa Cruz Barillas». Se cree que esto puede ser debido a que al inicio, la cabecera del municipio se asentó en la entonces aldea de Santa Cruz Yalmox; o bien, podría obedecer a que la feria titular de Barillas se celebra el 3 de mayo, día de la Santa Cruz.

## División política
El municipio cuenta con un total de cincuenta y una aldeas, dieciséis cantones, ciento cincuenta y dos caseríos, veintiocho fincas y una villa, dando un total de 247 centros poblados.
| Categoría | Listado |
| --------- | --- |
| Aldeas    | - Agua Alegre - Agua Caliente - Altamira - Amelco - Balli - Becana - Buenos Aires Chiblac - Centinela Grande - Centro Dos - Centro Tres - Centro Uno - Chipoxlac - Concepción - Centro Jolomita - El Corozo - El Jordan - El Mónaco - El Quetzal - Frontera 10 de Mayo - Ixtateco la Paz Los Achiotes - Jolomquem - La Campana I - La Campana II - La Felicidad Yulaxac - La Florida - La Palestina - La Soledad - Las Conchitas - Mayaland - Momonlac - Montenegro - Nuca - Nueva Generación Mya - Nueva Unión Maya - Nuevo Cuchumatan - Nuevo Malacatan - Nuevo Sija Santo Domingo - Nubila - Ojo de Agua Chancolin - Ojo de Agua San Ramon - Piedras Blancas - Puente Alto - Río Negro - Sacchen - San Antonio - San Juan Tutlac - San Ramón - Tres Ranchos - Xoxlac - Yulatizu - Yulconop |
| Cantones  | - Yulmacap - Barcelona - Coliflor - San Francisco Jolomtaj - Cuatro Caminos Jolomtaj - La Boega - La Playa - Las Flores - Linda Vista Barillas - Miramar, San Antonio - Colinas de Carnaval - Posa Verde - Pueblo Viejo - Recreo "B" - Yuljobe - Nuevo León (Guatemala) |
| Caseríos  | - Acalpoxlac - Aguacatal - Ajanchiblac - Babeleltzap - Bontac El Quetzal - Buena Vista Chancolín - Buena Vista Concepción - Buena Vista Jolomtaj - Buena Vista La Cumbre - Buena Vista San Antonio - Buena Vista Santa Gregoria - Canana - Canchoch - Canton Tres Nuca - Cementerio Jolomtaj - Centinela - Coxtac - Crz De Wocholin - Cruz Malpaís - Chia - Chivac Palmira - Eden Balli - El Buen Samaritano - El Esfuerzo - El Injerto Manantial - El Mirador Moxo - El Naranjo Yula San Juan - El Pacayal - El Panorama - El Recuerdo - El Rosario San Antonio - El Zapotal - Esperacita Quecmoxon - Esperancita Yulmacap - Esperanza Blanca Flor - Esperanza Chancolin - Esperanza San Antonio - Guachen - Ixhbat Amelco - Jolomcu - José María - La Capilla San Ramon - La Colina La Soledad - La Dicha - La Esmeralda - La Providencia - La Soledad Nogales - Las Brisas - Las Limas - Las Luces - Las Maravillas - Las Victorias Amelco - Linda Vista Yulatizu - Loma Linda - Los Angeles - Los Mangales San Ramón - Manantial Carretera - Manantial Zapotal - Mirador San Ramón - Montaña Azul, Jolomta - Monte Bello - Monte Cristo - Monte Real - Moxon - Nochbente - Nuapoxlac - Nucaqueqsis - Nueva América Jolomtaj - Nueva Esperanza Cacaolac - Nueva Esperanza Yula San Juan - Nueva Libertad Chancolin - Nueva Reforma Santo Domingo - Nuevo Colotenango - Nuevo Cuilco - Nuevo Maravilla Santo Domingo - Nuevo Mayapan - Nuevo Mirador - Nuevo Progreso Siglo XX - Nuevo Progreso Xoxlac - Nuevo San Fernando - Nuevo San Mateo - Nuevo San Miguelito - Nuevo Santiago - Nuqwitz - Patcuxín - Peñas Blancas - Pequeya - Pojna - Provincia - Puerto Fluvial - Quecchoch - Q´Eqzat - Quetzali - Quiquil - Recreo "C" - Río Azul - Río Blanco - Río Bravo - Río Espíritu - Río Hermín Siglo XX - Sacchen Rio Azul - Saclecan - San Agutin Puente Alto - San Carlos Carretera - San Carlos Chancolin - San Carlos Las Brisa - San Felipe Sacchen - San Francisco Chajul - San Francisco Jolomtaj - San Francisco Momolonlac - San Gerónimo - San Gerónimo Aguas Calientes - San Jorge Canchoch - San Jorge La Confluencia - San José Jolomtaj - San José Las Nubes - San José Maxbal - San José Yulatizu - San Juan La Ceiba - San Juan Las Palmas - San Miguelito Siglo XX - Sanislac - Santa Elena - Santa Elisa - Santa María Yulwitz - Santa Rosa - Santo Domingo - Santo Domingo Chiblac - Saquiltelac - Siglo XIX - Sinlac Esperanza Frontera - Sinlac Flor Santo Domingo - Tiamiman - Tres Cruces - Unión Las Palmas - Victorias Chancolín - Villa Nueva Chancolín - Vuelta Grande - Wach - Yalambé - Yalanka - Yalankú - Yalbatlac - Yaxcacao Amelco - Yichlacuitz Yulmacap - Yula Imxola - Yulachequé - Yulwitz Grande - Zalampinul - Zunil - Nuevo Zapote - Nuevo Paraíso |
| Fincas    | - Agua Escondida - Alta Luz - El Arco - El Horizonte - El Jute - El Naranjo Amelco - El Retiro - El Valle - Guapinol - La Esperanza - La Mosqueta - Los Cipreses - Los Sargentos - Madre Tierra - Miramar - Monte Real - Monte Rico Yula San Juan - San Diego El Encanto - San Isidro - San Rafael - Santa Cecilia - Santa Fe - Santa Gregoria - Sinaloa - Tres Marías - Turinger - Tutlac - Ultra Marina |
| Villa     | Barillas |

## Geografía física
Toda La Villa de Barillas, tiene una extensión territorial de 1,112 km² y una gran variedad de accidentes geográficos e hidrográficos.

### Clima
El clima en la cabecera municipal es templado, en la parte norte, específicamente en la región del Ixcán, el clima es predominantemente cálido y con mucha humedad. Las regiones frías la comprenden en la zona suroccidental.
Según la Clasificación climática de Köppen, su clima posee tres variantes:
- Clima Tropical Ecuatorial lluvioso (Af): este clima está presente en la zona nororiental del municipio, ya que abunda bosques y selvas tropicales contiguo a la Zona del Ixcán, y posee una baja altitud a nivel del mar (entre 400 y 1050 m s. n. m.).
- Clima Subtropical Húmedo (Cfa): Su clima se ubica en el centro y en la cabecera municipal, sus elevaciones se encuentran entre 1100 y 1500 m s. n. m.
- Clima Subhúmedo de Montaña (Cwb): está presente en la zona suroccidental del municipio, donde se encuentra las grandes elevaciones de la Sierra de los Cuchumatanes, entre ellas, las aldeas El Quetzal y Nucá. Se ubican entre 1,550 y 3000 1050 m s. n. m., por lo que en esta región es muy fría.
En la mayor parte del municipio sus precipitaciones son, en parte, muy altas en comparación a los demás municipios del país. Sin embargo, en las zonas central y nororiental del municipio, se registran en promedio 3,400 mm anuales, siendo la zona nororiental la que más recibe mayores acumulados anuales (4,000 mm en promedio), por estar ubicado en la zona de selvas tropicales y además, la humedad provenientes de las selvas de Petén hacen que no avancen hacia el sur, provocando un choque en la zona de la sierra de los Cuchumatanes, haciendo que se acumule de forma brusca y por ende, recibe lluvias muy constantes. Mientras que en la parte suroccidental, reciben menos precipitaciones debido a las grandes alturas de la sierra de los Cuchumatanes.
| Parámetros climáticos promedio de Santa Cruz Barillas | Parámetros climáticos promedio de Santa Cruz Barillas | Parámetros climáticos promedio de Santa Cruz Barillas | Parámetros climáticos promedio de Santa Cruz Barillas | Parámetros climáticos promedio de Santa Cruz Barillas | Parámetros climáticos promedio de Santa Cruz Barillas | Parámetros climáticos promedio de Santa Cruz Barillas | Parámetros climáticos promedio de Santa Cruz Barillas | Parámetros climáticos promedio de Santa Cruz Barillas | Parámetros climáticos promedio de Santa Cruz Barillas | Parámetros climáticos promedio de Santa Cruz Barillas | Parámetros climáticos promedio de Santa Cruz Barillas | Parámetros climáticos promedio de Santa Cruz Barillas | Parámetros climáticos promedio de Santa Cruz Barillas |
| Mes                                                   | Ene.                                                  | Feb.                                                  | Mar.                                                  | Abr.                                                  | May.                                                  | Jun.                                                  | Jul.                                                  | Ago.                                                  | Sep.                                                  | Oct.                                                  | Nov.                                                  | Dic.                                                  | Anual                                                 |
| ----------------------------------------------------- | ----------------------------------------------------- | ----------------------------------------------------- | ----------------------------------------------------- | ----------------------------------------------------- | ----------------------------------------------------- | ----------------------------------------------------- | ----------------------------------------------------- | ----------------------------------------------------- | ----------------------------------------------------- | ----------------------------------------------------- | ----------------------------------------------------- | ----------------------------------------------------- | ----------------------------------------------------- |
| Temp. máx. media (°C)                                 | 29.8                                                  | 31.2                                                  | 32.8                                                  | 33.8                                                  | 33.7                                                  | 32.5                                                  | 31.8                                                  | 32.1                                                  | 31.3                                                  | 30.6                                                  | 30.0                                                  | 29.6                                                  | 31.6                                                  |
| Temp. media (°C)                                      | 23.4                                                  | 23.4                                                  | 25.8                                                  | 26.9                                                  | 27.3                                                  | 26.8                                                  | 26.3                                                  | 26.5                                                  | 26.0                                                  | 25.4                                                  | 24.4                                                  | 23.6                                                  | 25.5                                                  |
| Temp. mín. media (°C)                                 | 17.1                                                  | 17.4                                                  | 18.8                                                  | 20.1                                                  | 21.0                                                  | 21.1                                                  | 20.9                                                  | 20.9                                                  | 20.8                                                  | 20.3                                                  | 18.9                                                  | 17.6                                                  | 19.6                                                  |
| Precipitación total (mm)                              | 117                                                   | 88                                                    | 68                                                    | 85                                                    | 192                                                   | 553                                                   | 577                                                   | 518                                                   | 572                                                   | 465                                                   | 225                                                   | 157                                                   | 3617                                                  |
| Fuente: Climate-Data.org                              |                                                       |                                                       |                                                       |                                                       |                                                       |                                                       |                                                       |                                                       |                                                       |                                                       |                                                       |                                                       |                                                       |

Las unidades bioclimáticas predominantes en el municipio tienen las características siguientes:
| Categoría                                | Altitud (msnm)                          | Precipitación pluvial (mm/año) | Temperatura media anual (°C) | Descripción |
| ---------------------------------------- | --------------------------------------- | ------------------------------ | ---------------------------- | --- |
| Bosque Muy Húmedo Subtropical (BMHS)     | - 0 a 500 - 500 a 1,000 - 1,000 a 1,500 | 2000 a 4000                    | 24 a 30                      | Suelos en su mayoría son de textura mediana. Aunque se encuentran suelos pesados predominan los pobres e imperfectamente drenados. Estos son de color gris oscuro a gris. La pendiente oscila entre los rangos de 0-5% a 45% y más. El potencial es para cultivos como arroz, hule, caña de azúcar, cacao, pimienta, vainilla, cardamomo, café, pastos y bosque latifoliado. |
| Bosque Húmedo Subtropical Cálido (BHSC)  | 0 a 500                                 | 2,000 a 4,000                  | 24 a 30                      | Suelos son superficiales y profundos, de textura mediana. Moderadamente bien drenados, de color pardo y con predominio de pendientes de 12 a 32 %. El potencial para cultivos es similar a la unidad anterior. |
| Bosque Húmedo Montano Subtropical (BHMS) | - 1,500 a 2,000 - 2,000 a 2,500         | 1,000 a 2,000                  | 18 a 24                      | Suelos son superficiales, de textura pesada, bien drenados y moderadamente bien drenados, de color gris oscuro a negro con pendientes entre 12% a 32% y mayor de 45%. El potencial más indicado sería el de bosques de coníferas y mixto; en las pendientes menores de 32 % se pueden realizar cultivos permanentes, frutales caducifolios y bosques energéticos.            |

### Ubicación geográfica
La cabecera municipal de Barillas está ubicada en una pequeña planicie en la Sierra de los Cuchumatanes, en la margen norte del Río Cambalam se encuentra en una localización geográfica de 15° 48’ y 05” latitud norte y 91° 18’ y 45” longitud oeste, a una altitud de 1,450 metros sobre el nivel del mar. Huehuetenango está conformado por 33 municipios, dentro de los cuales se encuentra Barillas. Es el municipio más grande en extensión territorial y a pesar de su pobreza es el más importante por su influencia en la economía del departamento.
El municipio de Barillas colinda así:
- Norte:México
- Este: Chajul, Nebaj e Ixcán, municipios del departament de (Quiché)
- Sur: Santa Eulalia (Huehuetenango), municipio del departamento de Huehuetenango
- Oeste: San Mateo Ixtatán, municipio del departamento de Huehuetenango.[9]

|                          | Norte: México      |                          |
| Oeste: San Mateo Ixtatán |                    | Este: Ixcán Chajul Nebaj |
|                          | Sur: Santa Eulalia |                          |

## Gobierno municipal
Los municipios se encuentran regulados en diversas leyes de la República, que establecen su forma de organización, lo relativo a la conformación de sus órganos administrativos y los tributos destinados para los mismos.  Aunque se trata de entidades autónomas, se encuentran sujetos a la legislación nacional y las principales leyes que los rigen desde 1985 son:
| N.º | Ley                                                | Descripción |
| --- | -------------------------------------------------- | --- |
| 1   | Constitución Política de la República de Guatemala | Tiene una regulación legal específica para los municipios en los artículos 253 al 262. |
| 2   | Ley Electoral y de Partidos Políticos              | Ley de carácter constitucional aplicable a los municipios en el tema de la conformación de sus autoridades electas. |
| 3   | Código Municipal                                   | Decreto 12-2002 del Congreso de la República de Guatemala. Tiene la categoría de ley ordinaria y contiene preceptos generales aplicables a todos los municipios, e inclusive contiene legislación referente a la creación de los municipios.             |
| 4   | Ley de Servicio Municipal                          | Decreto 1-87 del Congreso de la República de Guatemala. Regula las relaciones entra la municipalidad y los servidores públicos en materia laboral. Tiene su base constitucional en el artículo 262 de la constitución que ordena la emisión de la misma. |
| 5   | Ley General de Descentralización                   | Decreto 14-2002 del Congreso de la República de Guatemala. Regula el deber constitucional del Estado, y por ende del municipio, de promover y aplicar la descentralización y desconcentración económica y administrativa.                                |

El gobierno de los municipios está a cargo de un Concejo Municipal mientras que el código municipal —ley ordinaria que contiene disposiciones que se aplican a todos los municipios— establece que «el concejo municipal es el órgano colegiado superior de deliberación y de decisión de los asuntos municipales […] y tiene su sede en la circunscripción de la cabecera municipal»; el artículo 33 del mencionado código establece que «[le] corresponde con exclusividad al concejo municipal el ejercicio del gobierno del municipio».
El concejo municipal se integra con el alcalde, los síndicos y concejales, electos directamente por sufragio universal y secreto para un período de cuatro años, pudiendo ser reelectos.
Existen también las Alcaldías Auxiliares, los Comités Comunitarios de Desarrollo (COCODE), el Comité Municipal del Desarrollo (COMUDE), las asociaciones culturales y las comisiones de trabajo. Los alcaldes auxiliares son elegidos por las comunidades de acuerdo a sus principios y tradiciones, y se reúnen con el alcalde municipal el primer domingo de cada mes, mientras que los Comités Comunitarios de Desarrollo y el Comité Municipal de Desarrollo organizan y facilitan la participación de las comunidades priorizando necesidades y problemas.

## Historia

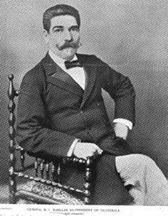
General Manuel Lisandro Barillas, presidente de Guatemala de 1885 a 1892.

Luego del triunfo de la Revolución Liberal de 1871, cuando los autonombrados generales Justo Rufino Barrios y Miguel García Granados se hicieron cargo del poder político del país luego de derrocar al presidente conservador Vicente Cerna y Cerna, los liberales exmilitares y los demás pobladores exigieron las tierras bajas de Santa Eulalia. La petición fue aprobada y los territorios reclamados fueron desintegrados de Santa Eulalia para formar Santa Cruz Barillas el 17 de octubre de 1888, ya durante el gobierno del general Manuel Lisandro Barillas.
El decreto de fundación de poblado dice:
| Vista la solicitud de los vecinos de las aldeas Nucá, Cheque, Lauconde, Ballí, Coxtac y Santa Cruz Yalmox, pertenecientes a la jurisdicción de Santa Eulalia en el departamento de Huehuetenango, relativa a que se les erija un pueblo independiente del de Santa Eulalia, bajo el nombre de Barillas. 200 caballerías son otorgadas por la municipalidad de Huehuetenango para la creación del municipio, según finca N.°1160 folio 219 del libro 14 de Huehuetenango, de la cual se desmembrarían 50 lotes de 4 caballerías y fracción cada uno, de los cuales al casco urbano le corresponde el lote N.° 19 y colinda al norte con el lote N.° 18 al oriente con el lote N.°22 al poniente con el lote N.°2 y al sur con el lote N.° 20. —Adrián Caballeros Recopilación: Las Leyes de la República de Guatemala, 1888 |

En este decreto no se menciona que existe un río de por medio, por lo que surge la duda de que el límite del casco urbano se extiende más allá del margen del lado izquierdo del Río Kambalam.[cita requerida]

### Comisión de Límites con México

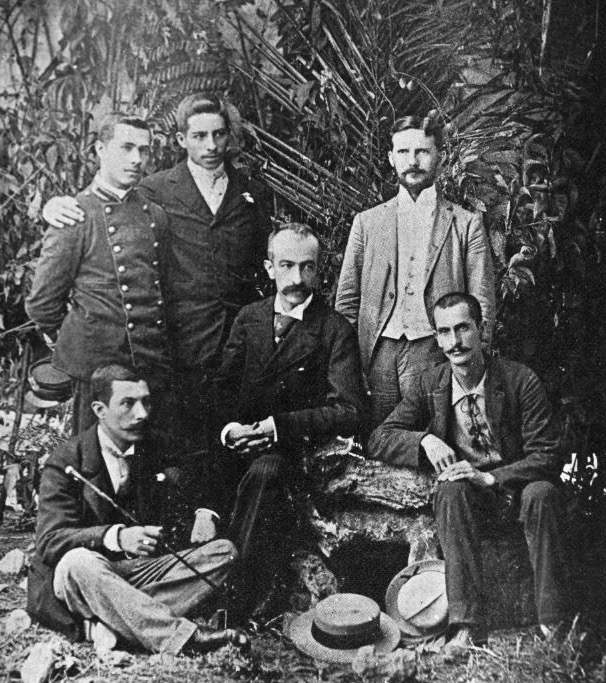
Comisión de ingenieros de Guatemala en el proyecto de la delimitación de límites con México.

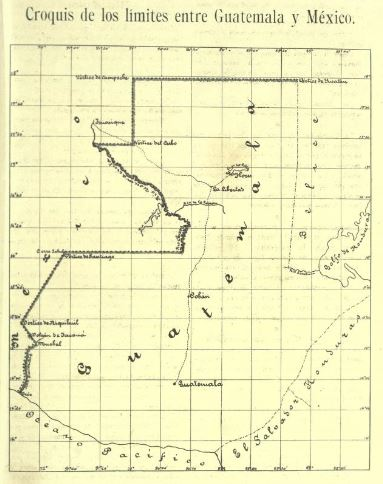
Croquis de los límites de Guatemala y México luego de que la comisión de límites concluyera los trabajos topográficos en 1896.

Los límites del municipio de Nentón y del resto de la frontera con los municipios en México fueron producto de una ardua labor que llevó varias décadas.  Todo se inició cuando en virtud del convenio celebrado en la capital de México el 7 de diciembre de 1877 por los representantes de ambos países, fueron nombradas dos comisiones de ingenieros, una por cada nación para que reconocieran la frontera y levantaran un plano que sirviera para las negociaciones entre los dos países; aunque sólo se hizo un mapa de la frontera comprendida entre las faldas del volcán Tacaná y el océano Pacífico, se celebró la reunión del presidente Justo Rufino Barrios y Matías Romero, representante mexicano, en Nueva York el 12 de agosto de 1882, en la que se sentaron las bases para un convenio sobre límites, en las cuales hizo constar que Guatemala prescindía de los derechos que le asistieran sobre Chiapas y Soconusco y se fijaron los límites definitivos.  En noviembre de 1883, se dio principio al trazado de la frontera y al levantamiento del plano topográfico de sus inmediaciones, siendo jefe de la comisión guatemalteca el astrónomo Miles Rock, y sus colaboradores Edwin Rockstroh, Felipe Rodríguez, Manuel Barrera y Claudio Urrutia. En el primer año de trabajo se llegó únicamente al cerro Ixbul, y en el siguiente se buscó llegar al Río Usumacinta o al Río Chixoy, pero fue en extremo difícil debido a que no había caminos en el área.
En su informe al Gobierno de la República de Guatemala en 1900, el ingeniero Claudio Urrutia indicó que: «[...] el tratado fue fatal para Guatemala. En todo con lo que la cuestión de límites se relacionó durante aquella época, existe algo oculto que nadie ha podido descubrir, y que obligó a las personas que tomaron parte en ello por Guatemala a proceder festinadamente o como si obligados por una presión poderosa, trataron los asuntos con ideas ajenas o de una manera inconsciente». Y luego continúa: «Guatemala perdió por una parte cerca de 15.000 km y ganó por otra, cosa de 5,140 km. Resultado: Una pérdida de 10,300 km. Guatemala perdió catorce pueblos, diecinueve aldeas y cincuenta y cuatro rancherías, con más de 15,000 guatemaltecos, mientras que México perdió un pueblo y veintiocho rancherías con 2500 habitantes: júzguese la equidad en las compensaciones».

### Reestructuración territorial del gobierno de Jorge Ubico
Por acuerdo gubernativo del 19 de junio de 1900 se acordó desmembrar un territorio de Barillas para erigir un nuevo municipio; sin embargo este nuevo municipio fue reintragado a Barillas por el acuerdo gubernativo del 11 de diciembre de 1935 del gobierno del general Jorge Ubico, quien disolvió numerosos municipios y los agregó como aldeas a municipios más grandes en un afán de simplificar la administración de la República.

### Franja Transversal del Norte
Tras la contrarrevolución de 1954, el gobierno guatemalteco creó el Consejo de Planificación Económica (CNPE) y empezó a utilizar estrategias de libre mercado, asesorado por el Banco Mundial y la Administración de Cooperación Internacional (ICA) del gobierno de los Estados Unidos.  El CNPE y la ICA creó la Dirección General de Asuntos Agrarios (DGAA) la cual se encargó de desmantelar y anular los efectos del Decreto 900 de Reforma Agragia del gobierno de Jacobo Árbenz Guzmán.  La DGAA se encargó de la faja geográfica que colindaba con el límite departamental de Petén y las fronteras de Belice, Honduras y México, y que con el tiempo se llamaría Franja Transversal del Norte (FTN).
En 1962, la DGAA se convirtió en el Instituto Nacional de Transformación Agraria (INTA), por el decreto 1551 que creó la ley de Transformación Agraria.  En 1964, el INTA definió la geografía de la FTN como la parte norte de los departamentos de Huehuetenango, Quiché, Alta Verapaz e Izabal y ese mismo año sacerdotes de la orden Maryknoll y de la Orden del Sagrado Corazón iniciaron el primer proceso de colonización, junto con el INTA, llevando a pobladores de Huehuetenango al sector de Ixcán en Quiché.
En esos tiempos el sector Ixcán estaba formado por tierras de los municipios de Barillas, Huehuetenango y de Chajul y Uspantán en Quiché.  Los descendientes de los adjudicatarios del gobierno de Justo Rufino Barrios también se establecieron en el lugar, formando las aldeas Valle Candelaria y Santa María Candelaria, entre los ríos Ixcán y Xalbal.
El INTA siguió colonizando; y en 1970 el gobierno del general Carlos Arana Osorio declaró la zona como zona de desarrollo agrario por el decreto n.º 60-70, que oficialmente creó la Franja Transversal del Norte (FTN); en la FTN estaban incluidos los municipios: Santa Ana Huista, San Antonio Huista, Nentón, Jacaltenango, San Mateo Ixcatán, y Santa Cruz Barillas en Huehuetenango; Chajul y San Miguel Uspantán en el Quiché; Cobán, Chisec, San Pedro Carchá, Lanquín, Senahú, Cahabón y Chahal, en Alta Verapaz y la totalidad del departamento de Izabal.»
En 1976, cuando el presidente Kjell Eugenio Laugerud García llegó a visitar la cooperativa Mayalán en el sector de Ixcán, Quiché, el cual se había formado apenas diez 12 años antes, dijo:  «Mayalán está asentada en la cima del oro», dejando entrever que la Franja Transversal del Norte ya no sería dedicada a la agricultura ni al movimiento cooperativista, sino que sería utilizada por objetivos estratégicos de explotación de recursos naturales, especialmente petróleo y minerales..  Para entonces, militares, empresarios y políticos empezaron a obtener tierras en la región de la FTN..

## Economía

### Agricultura
Las principales actividades económicas son agrícolas; y entre éstas las cosechas más importantes son: maíz, frijol café, cardamomo, hortalizas y frutas. El maíz se cultiva casi en todo el municipio y se realizan dos o tres siembras al año. En vista de que se conservan las técnicas de producción tradicionales, el rendimiento por hectárea es de aproximadamente veintiséis quintales; asociado al cultivo del maíz, se realiza la siembra de frijol, desconociéndose su rendimiento por hectárea. Esta producción está dedicada básicamente al autoconsumo, como también el de frutas y hortalizas
Un cultivo importante para el municipio es el café. Según reportes de la Asociación Nacional del Café (ANACAFE), ochenta y nueve centros poblados del municipio son productores de café con una producción de 87,331 quintales de café pergamino al año. La extensión cultivada de café es de 4,817 hectáreas.  Por otra parte, el cultivo del cardamomo reportó una producción de 25,163 quintales en el año 1995, con un incremento de un 52 % para 1996.
En cuanto a la utilización de prácticas tecnológicas en el proceso de producción agrícola, 50% de los centros poblados usan fertilizantes, 10% semillas mejoradas, y 9% controlan plagas.[cita requerida]

### Artesanías
Este municipio destaca por sus artesanías en madera, como crucifijos, muebles tallados y también en tela, como cortes y blusas típicas, así como también la elaboración artesanal de productos alimenticios; ahora bien, la producción artesanal no parece ser importante en la zona pues los textiles son producidos casi exclusivamente para uso doméstico.
La carpintería se desarrolla de manera artesanal en siete localidades del municipio.

## Turismo
Existen diferentes lugares de interés turístico a los cuales viajan las personas originarias de Barillas y visitantes, estos son:
- Pozas del Río Yolhuitz
- Sitio arqueológico Barillas
- Ruinas arqueológicas El Quetzal
- Laguna Maxbal
- Enboque de Rio Espíritu y de Rio San Ramón[7]

Los principales sitios turísticos son:
| Nombre                        | Imagen | Ubicación |
| ----------------------------- | ------ | --- |
| Puente Tierra                 | N/A    | - Cataratas de Victorias Chancolin - Cataratas de Yulaxac - Río Ixcán |
| Rio Espíritu                  | N/A    | Se encuentra a tres horas del municipio de Santa Cruz Barillas, Huehuetenango, cerca de la aldea San Ramón y la aldea San Francisco Momolac. Para llegar hasta este río se toma un bus en la terminal de buses de Huehuetenango que su destino sea Barillas. El viaje dura 6 horas hasta Santa Cruz Barillas, luego se toma un bus en la terminal de buses para La aldea San Ramon; el viaje durara 3 horas hasta llegar al destino. |
| La Hamaca de los Todosanteros |        | Es un sitio emblemático en Barillas, construido para comunicarse con otras aldeas circunvecinas. El lugar se encuentra a cinco horas de la cabecera departamental de Huehuetenango y a tres horas de la cabecera municipal de Barillas hasta llegar a la Aldea San Ramon que tiene un desvío para Tzlan Punul, donde luego se caminan cuarenta minutos a la Hamaca.                                                                  |

Por otra parte, el municipio cuenta con cuarenta campos de fútbol en igual número de poblaciones (38%) juntamente con veintiún poblaciones que poseen canchas de básquetbol.  Además en la población existen 15 balnearios para recreación de las personas.

## Costumbres y tradiciones

### Fiesta Patronal
La Fiesta Patronal del municipio de Barillas, se celebra del 29 de abril al 3 de mayo, siendo este último el día de la Santa Cruz.
Uno de los principales atractivos de estas fiestas mayas, son sus tradicionales Veladas, que organizan los diferentes centros educativos y la Municipalidad del municipio. No dejando atrás las Carreras de Caballos que se realizan en la pista de aterrizaje y El Jaripeo que se realiza en diferentes lugares de la Zona 1.
También, se celebra el día 3 de mayo por la noche, la quema de Toritos (son trajes, en forma de toro, con los que se disfrazan las personas, y llevan en si fuegos pirotécnicos)  frente a la iglesia católica.

## Servicios

### Educación
Actualmente funcionan en el área urbana cuatro escuelas de párvulos; en cuanto a la Educación Básica funcionan los siguientes planteles: 
- Instituto por cooperativa "Kaibil Balam"
- Instituto Privado Carlos Sagastume Pérez
- Colegio Cristiano Presencia
- Instituto Nacional de Educación Básica (INEB)
- Colegio Evangélico Mixto Berea
- Santa Marta Villa Señor.
- Colegio Parroquial Mixto "Santa Cruz"

Además están los planteles de Educación a Distancia y acelerada; entre ellos: el Instituto Guatemalteco de Educación Radiofónica (IGER), el Instituto Iberoamericano de Estudios Avanzados y Colegio Hebron.[cita requerida]

### Transporte
- Terrestre: a cargo de buses extraurbanos, con rutas directas desde Barillas hasta la ciudad de Huehuetenango. También hay una flotilla importante de mototaxis que son coloquialmente conocidos como «tuctuc».
- Aéreo: a cargo avionetas pequeñas. Este servicio es privado y relativamente caro, y se utiliza principalmente para llevar enfermos a la Ciudad de Guatemala u otros lugares.[cita requerida]

### Energía Eléctrica
La energía eléctrica del municipio es proporcionada por la empresa Energuate, filial de la financiera inglesa Actis. El servicio había sido muy deficiente hasta la energización de 2008 de la Subestación Barillas.[cita requerida]
La sociedad Hidro Santa Cruz, S.A., filial de la española Ecoener, pretendió la construcción de una central hidroeléctrica de 5 MW; sin embargo, debido a la oposición de la población, en diciembre de 2016 Ecoener renunció completamente a sus derechos para construir el proyecto.

### Vivienda
En el municipio el 66 % es de tipo rancho tradicional, hechas de madera o adobe, con techo de paja o teja, con piso de tierra y con poca o ninguna división interna, el restante 34 % del total de las poblaciones es de tipo moderno hechas a base de ladrillo o block, hechas de lámina, con piso mosaico y con sus respectivas divisiones internas, también del total de viviendas el 94 % son dueños de su vivienda y el otro 6 % las reciben en usufructo o las alquilan.

#### Mi bello Barillas
Mi bello y afable Barillas 
Tierra de mis lindos recuerdos,
Lugar floreciente y elegante
a tu suelo siempre volver anhelo 
No existe lugar bajo el cielo azulado,
lugar elegante como mi pueblo amado,
Santa Cruz Yalmox en el pasado fue llamado
Y en el presente Barillas es tu nombre laureado 
Aunque ande errante por el mundo entero 
caminando por calles radiantes y deslumbrantes 
a cualquier lugar yo anhelo mi bello pueblo, mi prodigioso pueblo
donde el fulgor de la penumbra se desliza apaciblemente
y donde los rayos de sol brillan fugazmente
Así es mi lindo Barillas, hermosa Villa sin igual 
donde el albor del cielo desciende apaciblemente 
donde los minutos y segundos transcurren
efímera y agradablemente
en aquel lindo lugar siempre anhelo estar 
donde se encuentra mi bello hogar 
Es tu hermosa gente trabajadora, tu mayor atractivo 
alegre, agradable y cordial todo un encanto natural, 
tu lindo y atrayente clima es sin dudar sensacional
tus bellas y verdoleadas montañas
atravesadas por tu río Cambalam ,
representan lo espectacular de tu flora y fauna
Aquel bello lugar donde en sus alrededores los pajaritos 
nos deleitan con su cantar 
y en el claro de la mañana nos hacen levantar, 
en aquel bello lugar con sus miles de encantos 
se encuentra la apacible armonía 
y en aquel bello lugar es donde siempre anhelo estar
Barillas por siempre se ha de llamar
(Extraído del libro Santa Cruz Barillas "Tierra de Progreso, II Edición", Del Autor Obdín Castillo Valiente)